# پاروی بی‌قایق
پاروی بی قایق نام هفتمین آلبوم استودیویی محسن چاوشی است که با ترانه‌های حسین صفا، روزبه بمانی و حسین غیاثی و نیز تنظیم‌های محسن چاوشی، امید حجت، کوشان حداد و امیر جمال‌فرد در تاریخ ۱۶ مهر سال ۱۳۹۳ در بازار ایران پخش شد. میکس و مستر آلبوم پاروی بی‌قایق توسط کریس بائونر در آلمان انجام شده‌ است.
از نگاه بسیاری از هواداران، پاروی بی‌قایق در بین محبوب‌ترین آلبوم‌های محسن چاوشی است.

## فهرست آهنگ‌ها
| شماره      | نام             | سراینده     | آهنگساز          | تنظیم        | مدت   |
| ---------- | --------------- | ----------- | ---------------- | ------------ | ----- |
| ۱.         | «دزیره»         | روزبه بمانی | محسن چاوشی       | امیر جمال‌فرد | ۰۳:۵۸ |
| ۲.         | «قهوهٔ قجری»     | روزبه بمانی | افشین خواجه نژاد | محسن چاوشی   | ۰۴:۵۶ |
| ۳.         | «جز»            | حسین صفا    | محسن چاوشی       | محسن چاوشی   | ۰۲:۴۸ |
| ۴.         | «تفنگ سرپُر»     | حسین غیاثی  | محسن چاوشی       | محسن چاوشی   | ۰۴:۰۰ |
| ۵.         | «خواب»          | حسین صفا    | محسن چاوشی       | امیر جمال‌فرد | ۰۵:۲۵ |
| ۶.         | «پاروی بی‌قایق»  | حسین صفا    | محسن چاوشی       | امید حجت     | ۰۵:۲۰ |
| ۷.         | «یه خونه کوچیک» | حسین صفا    | محسن چاوشی       | محسن چاوشی   | ۰۴:۱۴ |
| ۸.         | «کلنجار»        | حسین صفا    | محسن چاوشی       | محسن چاوشی   | ۰۴:۱۸ |
| ۹.         | «یوسف»          | حسین صفا    | محسن چاوشی       | کوشان حداد   | ۰۵:۳۹ |
| ۱۰.        | «وصیت»          | حسین صفا    | محسن چاوشی       | محسن چاوشی   | ۰۳:۵۰ |
| مجموع مدت: | مجموع مدت:      | مجموع مدت:  | مجموع مدت:       | مجموع مدت:   | ۴۴:۴۶ |

## دستاوردها
- این آلبوم در فاصله سه روز بعد از انتشار توانست به صدر پرفروش‌ترین آلبوم‌های موسیقی در فضای مجازی برسد.[۷]
- این آلبوم توانست در کمتر ۲۴ ساعت از زمان انتشار رکورد پرفروشترین آلبوم سال را از آن خود کند.[۸]

## حاشیه‌ها
پیش از انتشار، محسن چاوشی در صفحه فیسبوک خود اعلام کرد که قصد تغییر دادن نام آلبوم را دارد اما پس از مدتی اعلام کرد: نامی بهتر از پاروی بی قایق پیدا نکردم.